# Artur Kuznecow
Artur Andrijowycz Kuznecow, ukr. Артур Андрійович Кузнецов (ur. 9 marca 1995 w Zaporożu) – ukraiński piłkarz, grający na pozycji obrońcy.

## Kariera piłkarska

### Kariera klubowa
Wychowanek Szkoły Piłkarskiej Rezerw Olimpijskich Metałurh Zaporoże, barwy której bronił w juniorskich mistrzostwach Ukrainy (DJuFL). 25 lipca 2012 roku rozpoczął karierę piłkarską w drużynie Metałurh U-19, potem grał w młodzieżówce. 15 marca 2015 debiutował w podstawowej jedenastce Metałurha. 2 stycznia 2015 podpisał kontrakt z łotewskim Czornomorcem Odessa. Nie rozegrał żadnego spotkania i latem 2017 roku wrócił do Metałurha.

### Kariera reprezentacyjna
W 2015 debiutował w młodzieżowej reprezentacji Ukrainy U-20.

## Sukcesy i odznaczenia

### Sukcesy klubowe
Ukraina U-19
- uczestnik Mistrzostw świata U-20: 2015